# Djamindjung jezik
Djamindjung jezik (jaminjung; ISO 639-3: djd), jedan od dva jezika porodice djamindjung, kojim još govori svega oko 30 ljudi (Schmidt 1991) iz plemena Djamindjung (nazivani i Tjamindjung, Djamunjun, Kaminjung, Jaminjang, Jaminjung, Tjaminjun, Djamundon, Djamadjong, Murinyuwen, Murinyuwan). Pleme je nekada obitavalo na srednjem i gornjem toku rijeke Fitzmaurice i planinama Vambarra, pa na jug sve do rijeke Victoria.
Porodicu Djamindjung čini s jezikom nungali [nug]. U upotrebi su i ngarinman [nbj] ili kriol [rop]. Dijalekt: ngaliwuru (ngaliwerra).

## Vanjske poveznice
- Ethnologue (14th)
- Ethnologue (15th)